# Хемоинформатика
Хемоинформатиката, наричана също химическа информатика, е интердисциплинарна научна област, която използва методите на информатиката, информационните технологии и компютърните науки за решаване на проблеми от областта на химията, включително на нейните приложения в биохимията и молекулярната биология. Възникнала през 70-те години на XX век, тя играе важна роля в дейносит, като разработването на лекарства.

## Вижте още
- Изчислителна химия